# Stazione di Castellaro
La stazione di Castellaro era una fermata ferroviaria posta lungo la linea Pavia-Alessandria. Serviva il centro abitato di Castellaro de' Giorgi.

## Storia
La fermata venne soppressa nel 2003.

## Strutture e impianti
La fermata disponeva del solo binario in quanto la manovra degli adiacenti passaggi a livello veniva effettuata dalle vicine case cantoniere.